# 原管藻科
原管藻科（学名：Protosiphonaceae）为衣藻目的一个科。

## 下级分类
本科包括以下属：
- 原管藻属 Protosiphon Klebs, 1896
- Spongiosarcinopsis A.Temraleeva, S.Moskalenko, E.Mincheva, Y.Bukin & M.Sinetova, 2018
- Urnella Playfair, 1918